# ダンリガ
ダンリガ・タウン（英: Dangriga Town）は、ベリーズ南部に位置する町。ダングリガとも表記される。カリブ海に面し、付近を流れる川から以前はスタン・クリーク・タウン（Stann Creek Town）と呼ばれた。スタンクリーク郡の郡都かつベリーズ南部では最大の都市になっている。

## 歴史

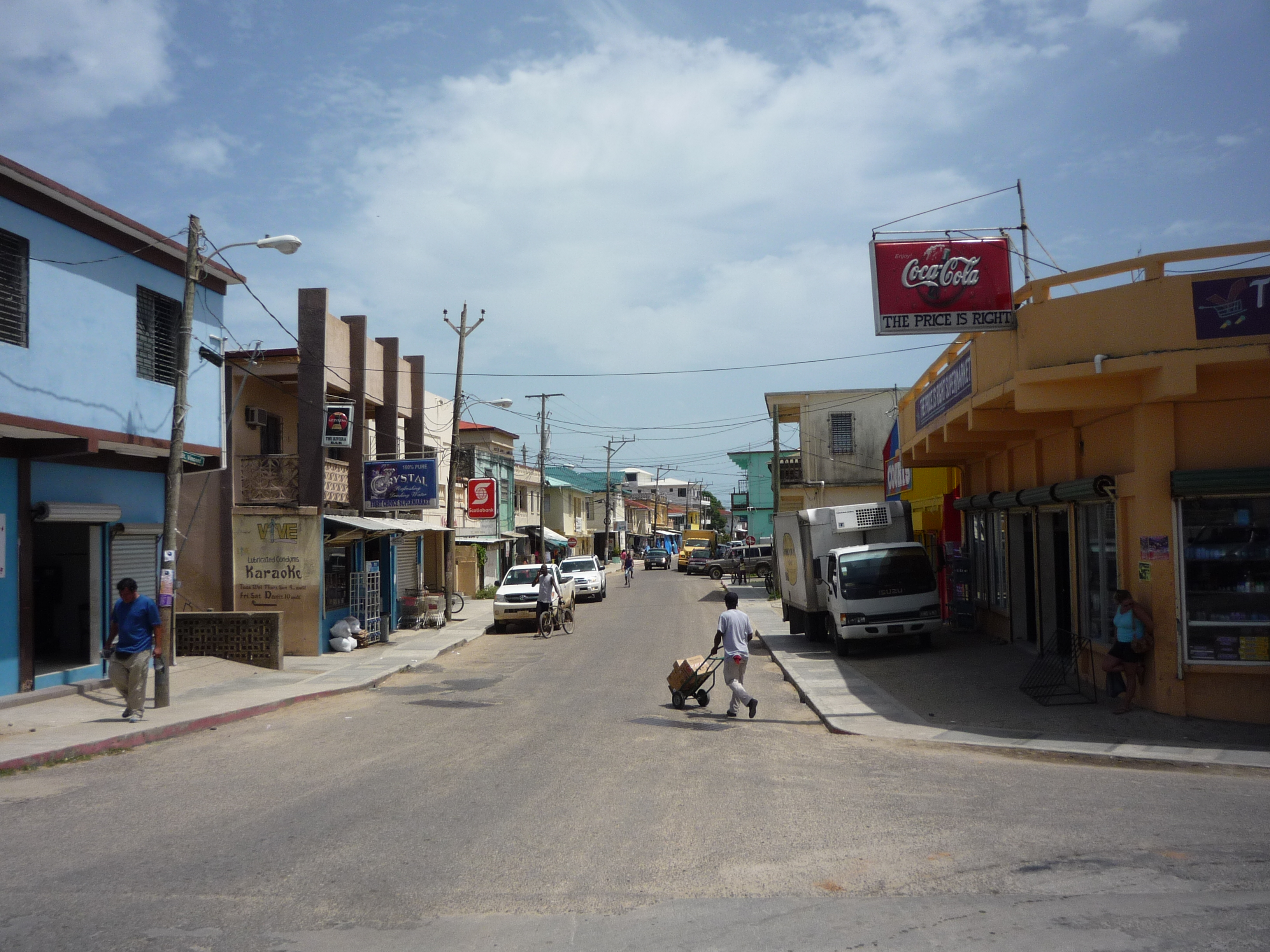
ダンリガのメインストリート

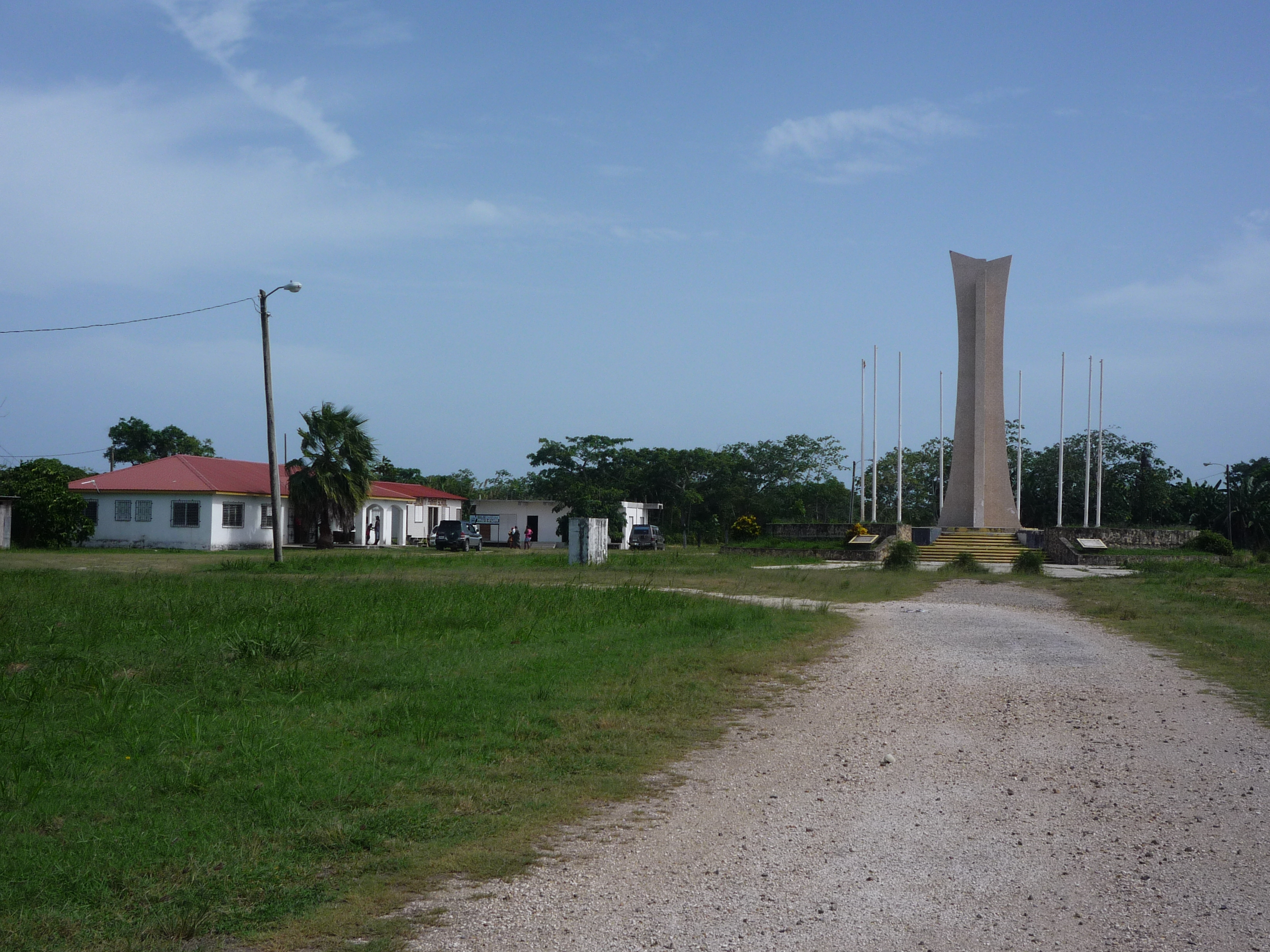
ガリフナ・グリシ博物館

ダンリガには1832年より以前にホンジュラスから来たガリフナと呼ばれる人々が住み着いた。長らくベリーズシティに次ぐ同国第二の都市だったが、近年になってオレンジウォークに抜かれた。1980年代になりガリフカ文化が復活を遂げると、この街の名もスタン・クリークから改名された。「ダンリガ」とはガリフナの言葉で「よどんだ水」を意味する。

## 人口動静
人口はおよそ1万2000人で、その大部分がガリフナ、クレオール、メスティーソなどの混血で占められる。

## 文化
ダンリガにはガリフナの人々が多く住んでいる。ガリフナ文化の特徴は、カリブ系の言語を話すが音楽や宗教ではアフリカの伝統を踏襲している点にある。カリビアン音楽の一派であるプンタ・ロックはこの地で生まれた。
毎年11月、「ガリフナ植民の日」までの一週間には祭事が催され、街には一帯からガリフナの人々が集う。祭りではたいまつを使った行進のほか、愛国者で社会運動家のトーマス・ヴィンセント・ラモスを祀った記念碑での式典、「ミス・ガリフナ」大会、ラモスクラシックバイクレースなどが行われる。

## 観光
ダンリガ南西部にはコックスクーム盆地野生生物保護区があるほか、3つの遺跡から成るメイフラワー考古学保護区がある。

## ゆかりの人物
- アーリー・ペッターズ - 数学者、物理学者
- ペン・ケイターノ - ドイツ在住の音楽家
- チコ・ラモス - 「プンタ・ロック」の名付け親
- モホバブ・フローレス - プンタ・ロックの音楽家
- エルズワース・グラント - ベリーズがんセンターに勤務するがん専門医
- ラッセル“クリスティ”ガルシア - この地域の元農業大臣
- ベンジャミン・ニコラス - 画家
- アーロン“ブルノ”アラナ - カリフォルニア州在住の音楽家
- ダリーラ・ヴァンジー・モンターノ - ミス・ベリーズ・ワールド2003
- キーシャ・ダニエルズ - ミス・ベリーズ・ワールド2008の2位